# Perlamantispa bequaerti
Perlamantispa bequaerti är en insektsart som först beskrevs av Navás 1932.  Perlamantispa bequaerti ingår i släktet Perlamantispa och familjen fångsländor. Inga underarter finns listade i Catalogue of Life.